# Rashed Al-Tumi
Rashed Al-Tumi, né le 14 octobre 2000 à La Valette, est un footballeur international maltais qui évolue au poste de gardien de but au FC Sheriff Tiraspol.

## Carrière
Né à La Valette, à Malte, Al-Tumi est d'origine libyenne. Il a exprimé sa fierté de représenter Malte, déclarant : « Je peux représenter la Libye, mais je ne veux pas parce que je me sens maltais. Al-Tumi a fait ses débuts dans l'équipe nationale le 26 mars 2024 lors d'un match amical contre la Biélorussie. 